# Ден Коутс
Даніель Рей «Ден» Коутс (англ. Daniel Ray «Dan» Coats; нар. 16 травня 1943, Джексон, Мічиган) — американський політик і державний діяч. Старший сенатор США від штату Індіана, член Республіканської партії. Він був у Сенаті Сполучених Штатів з 1989 по 1999, вийшов у відставку, а потім повернувся у 2011 році. При президенті Трампі з березня 2017 став директором Національної розвідки та Американського розвідувального співтовариства (National Intelligence, United States Intelligence Community).
Посол США у Німеччині з 2001 по 2005.